# Parafia św. Urbana w Hecznarowicach
Parafia pod wezwaniem Świętego Urbana w Hecznarowicach – parafia rzymskokatolicka znajdująca się w Hecznarowicach. Należy do dekanatu Wilamowice diecezji bielsko-żywieckiej. 
Początkowo wieś należała do parafii św. Marcina w Pisarzowicach, z której wyodrębniła się w 1911.
Od 25 sierpnia 2012 roku nowym proboszczem został ks. Aleksander Smarduch.